# Sanfords prieelvogel
Sanfords prieelvogel (Archboldia papuensis sanfordi) is een ondersoort van de Archbolds prieelvogel.

## Verspreiding en leefgebied
Sanfords prieelvogel komt voor in de het centrale bergland van Papoea-Nieuw-Guinea, zoals de omgeving van Mount Hagen, op een hoogte van 2300 tot 2900 m boven de zeespiegel. Bossen en struikgewas in het hooggebergte, vooral vegetaties met pandanussoorten, vormen het leefgebied van de soort.

## Status
De IUCN maakt geen onderscheid tussen beide soorten. Sanfords en de Archbolds prieelvogel komen voor binnen heel kleine gebieden. In het gebied waar Sanfords prieelvogel voorkomt, vindt houtkap plaats. Deze combinatie van habitataantasting en een klein leefgebied maakt de populaties gevoelig voor uitsterving.